# ПроФутбол
«ПроФутбол» — інформаційно-аналітична програма про футбол, що виходила протягом 2010—2020 років на телеканалах 2+2 (2010—2020) та УНІАН (2020). Тривалий час незмінними ведучими програми були Ігор Циганик та Олександра Лобода. Із 4 жовтня 2020 року програма виходить лише на власному Youtube-каналі.

## Опис
Програма висвітлювала футбольні новини в Україні та частково за її межами. До розмови в студії залучалися футболісти і тренери. Журналісти програми готували авторські матеріали, які, перш за все, орієнтовані на ексклюзивність.
«Профутбол» виходила щонеділі о 21:20 і підводила підсумки футбольного тижня, у ході якого здійснювалося обговорення найгостріших моментів, прогнозів на майбутнє та проведення дискусій експертів із числа колишніх футболістів. Дискусію експертів доповнювали коментарі глядачів, отримані через Інтернет.
Після матчів єврокубків, які транслювалися на телеканалі 2+2 у сезонах 2011—2015, програма виходила в ефір того ж дня близько опівночі під назвою «Про Лігу Чемпіонів УЄФА» та «Про Лігу Європи УЄФА», у якій розбиралися матчі виключно того ігрового дня.

## Історія
Програма вперше вийшла в ефір 30 серпня 2010 року на телеканалі 2+2. Першими ведучими програми були Лідія Таран та Костянтин Андріюк. Гостями першої програми були Олег Блохін, Йожеф Сабо, Ігор Суркіс.
З березня 2011 року ведучими програми «Профутбол» були Ігор Циганик та Олександра Лобода, а замість запрошених гостей у студії з'явились футбольні експерти.
З червня по серпень 2020 року програма виходила на телеканалі УНІАН.
16 серпня 2020 року в ефір вийшов останній випуск програми, а 2 вересня «1+1 media» оголосила про закриття програми.
4 жовтня 2020 програма відновила свій вихід на власному Youtube-каналі "ПРОФУТБОЛ Digital".

## Експерти
- Олександр Іщенко
- Сергій Нагорняк
- Сергій Кандауров
- Олег Венглинський
- Андрій Несмачний (2011—2018)[8]
- Віктор Леоненко (2011—2013)
- Віталій Кварцяний (2012—2013)
- Максим Калиниченко
- Ігор Лінник
- Богдан Шершун
- Едуард Цихмейструк